# 1971 dans les parcs de loisirs
| Années des parcs de loisirs : 1968 - 1969 - 1970 - 1971 - 1972 - 1973 - 1974    |
| Décennies des parcs de loisirs : 1940 - 1950 - 1960 - 1970 - 1980 - 1990 - 2000 |

## Parcs d'attractions

### Ouverture
- Flevohof ( Pays-Bas) Aujourd'hui connu sous le nom Walibi Holland.
- Holiday Park ( Allemagne)
- Magic Kingdom ( États-Unis) Ouvert au public le 1er octobre 1971.
- Magic Mountain ( États-Unis) Ouvert au public le 29 mai 1971. Aujourd'hui connu sous le nom Six Flags Magic Mountain.
- Minitalia ( Italie) Ouvert au public en juillet 1971. Aujourd'hui connu sous le nom Leolandia.
- Sea World ( Australie) Ouvert au public le 30 octobre 1971.
- Six Flags Over Mid-America ( États-Unis) Aujourd'hui connu sous le nom Six Flags St. Louis.
- Papea City ( France) Aujourd'hui connu sous le nom Papéa Parc.

### Fermeture
- Palisades Amusement Park ( États-Unis)

## Événements
- Juin
  - 17 juin -  États-Unis - Disneyland accueille son 100 millionième visiteur.

## Attractions

### Montagnes russes
| Nom                                       | Type/Modèle               | Constructeur                       | Parc                           | Pays       |
| ----------------------------------------- | ------------------------- | ---------------------------------- | ------------------------------ | ---------- |
| Big Bend                                  | Assise/Extended Jumbo Jet | Anton Schwarzkopf                  | Six Flags Over Texas           | États-Unis |
| Clown Coaster Devenu Magic Flyer en 2011. | Junior                    | Bradley and Kaye                   | Magic Mountain                 | États-Unis |
| Galaxi                                    | Assise/Galaxi             | S.D.C.                             | Indiana Beach                  | États-Unis |
| Gold Rusher                               | Train de la mine          | Arrow                              | Magic Mountain                 | États-Unis |
| Italian Roller Coaster                    | Assise/Galaxi             |                                    | Storytown USA                  | États-Unis |
| Jet Star                                  | Assise/Jet Star           | Anton Schwarzkopf                  | Great Adventure Amusement Park | États-Unis |
| Jet Star 2                                | Assise/Jet Star 2         | Anton Schwarzkopf                  | Gorky Park                     | Russie     |
| River King Mine Train                     | Train de la mine hybride  | Arrow                              | Six Flags Over Mid-America     | États-Unis |
| Toboggan                                  | Assises/Toboggan          | Chance Manufacturing Company, Inc. | Lakemont Park                  | États-Unis |
| Wilde Maus                                | Wild Mouse                |                                    | Holiday Park                   | Allemagne  |
| Wilde Mouse                               | Wild Mouse                |                                    | Frontier City                  | États-Unis |

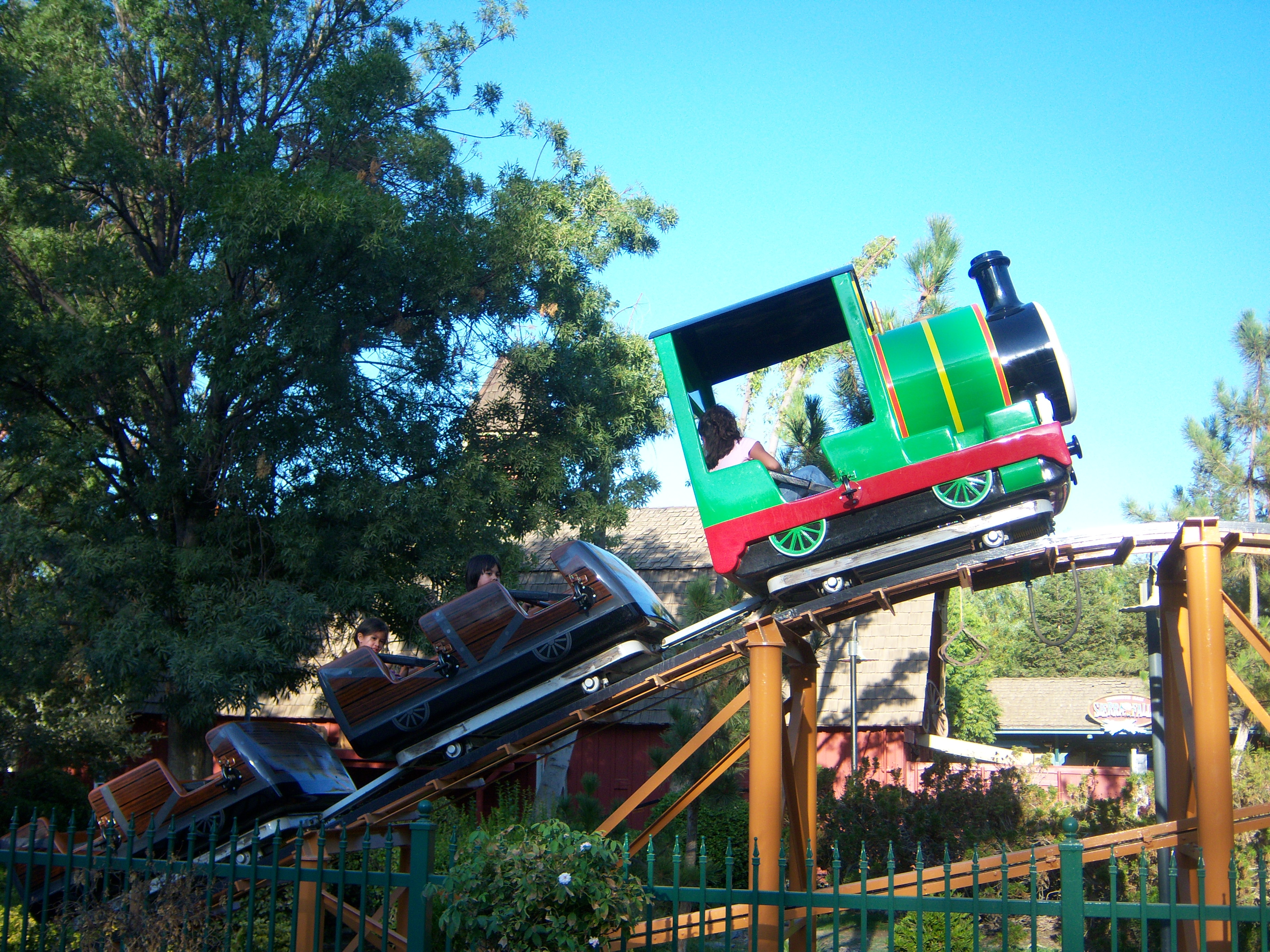
Clown Coaster à Magic Mountain
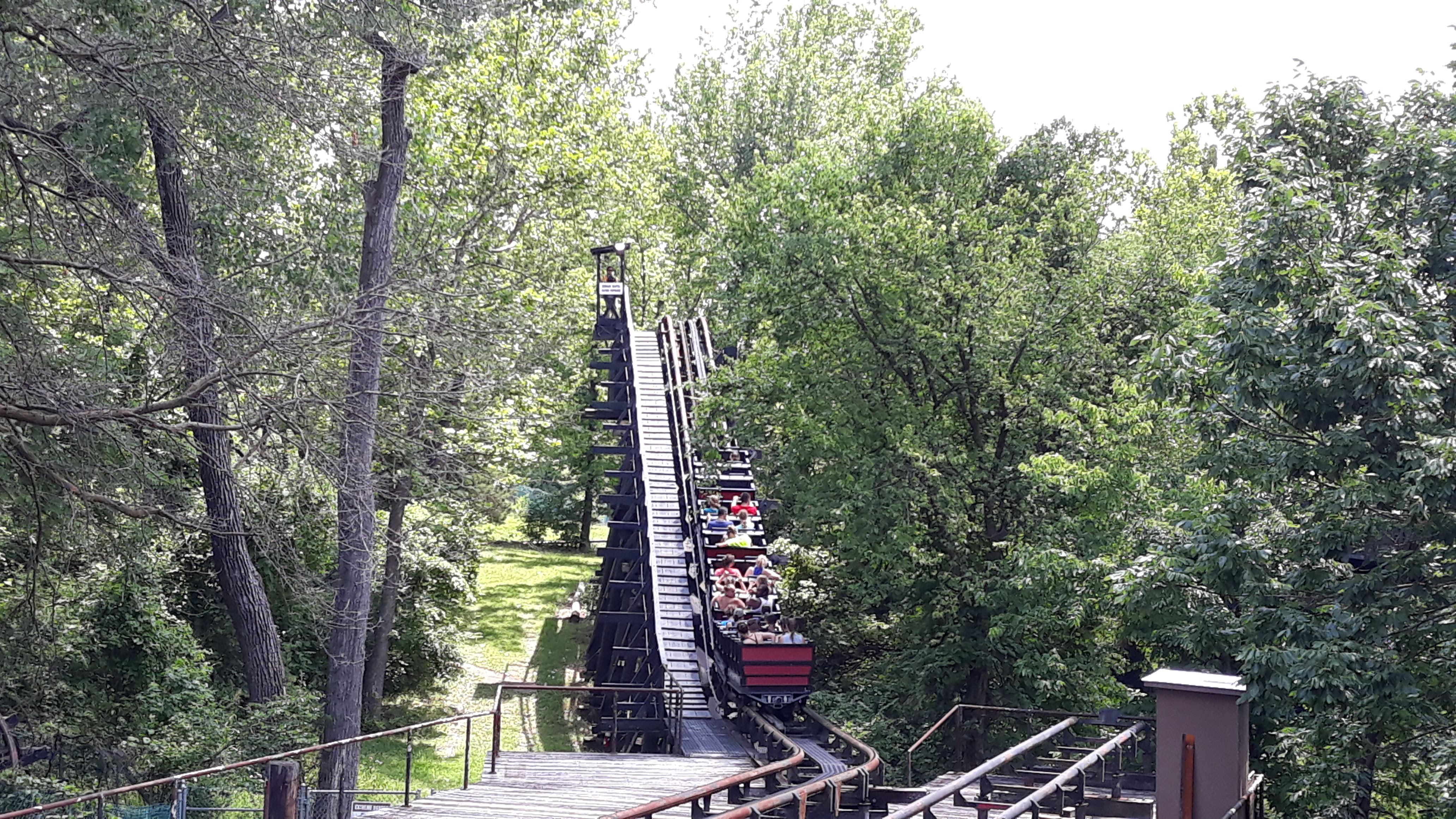
River King Mine Train à Six Flags Over Mid-America

### Autres attractions
| Nom                           | Type/Modèle                    | Constructeur      | Parc                            | Pays       |
| ----------------------------- | ------------------------------ | ----------------- | ------------------------------- | ---------- |
| 20,000 Leagues Under the Sea  | Parcours scénique              | WED Enterprises   | Magic Kingdom                   | États-Unis |
| Admiral Joe Fowler Riverboat  | Croisière                      | WED Enterprises   | Magic Kingdom                   | États-Unis |
| America the Beautiful         | Cinéma Circle-Vision 360°      | WED Enterprises   | Magic Kingdom                   | États-Unis |
| Cinderella's Golden Carousel  | Carrousel                      | WED Enterprises   | Magic Kingdom                   | États-Unis |
| Diorama                       | Efteling                       | Diorama           | Efteling                        | Pays-Bas   |
| Dumbo the Flying Elephant     | WED Entreprises                | Manège            | Magic Kingdom                   | États-Unis |
| Enchanted Tiki Room           | Spectacle d'audio-animatronics | WED Enterprises   | Magic Kingdom                   | États-Unis |
| Flight to the Moon            | Simulateur                     | WED Enterprises   | Magic Kingdom                   | États-Unis |
| It's a Small World            | Barque scénique                | WED Entreprises   | Magic Kingdom                   | États-Unis |
| Jungle Cruise                 | Croisière scénique             | WED Entreprises   | Magic Kingdom                   | États-Unis |
| Log Flume                     | Bûches                         | Arrow Dynamics    | Six Flags Over Mid-America      | États-Unis |
| Mad Tea Party                 | Tasses                         | WED Entreprises   | Magic Kingdom                   | États-Unis |
| Mr Toad's Wild Ride           | Parcours scénique              | WED Entreprises   | Magic Kingdom                   | États-Unis |
| Näsinneula                    | Tour d'observation             |                   | Särkänniemi                     | Finlande   |
| Noriavision                   | Grande roue                    |                   | Parque de Atracciones de Madrid | Espagne    |
| Peter Pan's Flight            | Parcours scénique suspendu     | WED Entreprises   | Magic Kingdom                   | États-Unis |
| Reuzerad                      | Grande roue                    | Anton Schwarzkopf | Bobbejaanland                   | Belgique   |
| Skyway                        | Téléphérique                   | WED Entreprises   | Magic Kingdom                   | États-Unis |
| Snow White’s Scary Adventures | Parcours scénique              | WED Entreprises   | Magic Kingdom                   | États-Unis |
| The Haunted Mansion           | Parcours scénique              | WED Entreprises   | Magic Kingdom                   | États-Unis |
| Train far-west                | Train                          | Fraispertuis-City | Fraispertuis-City               | France     |

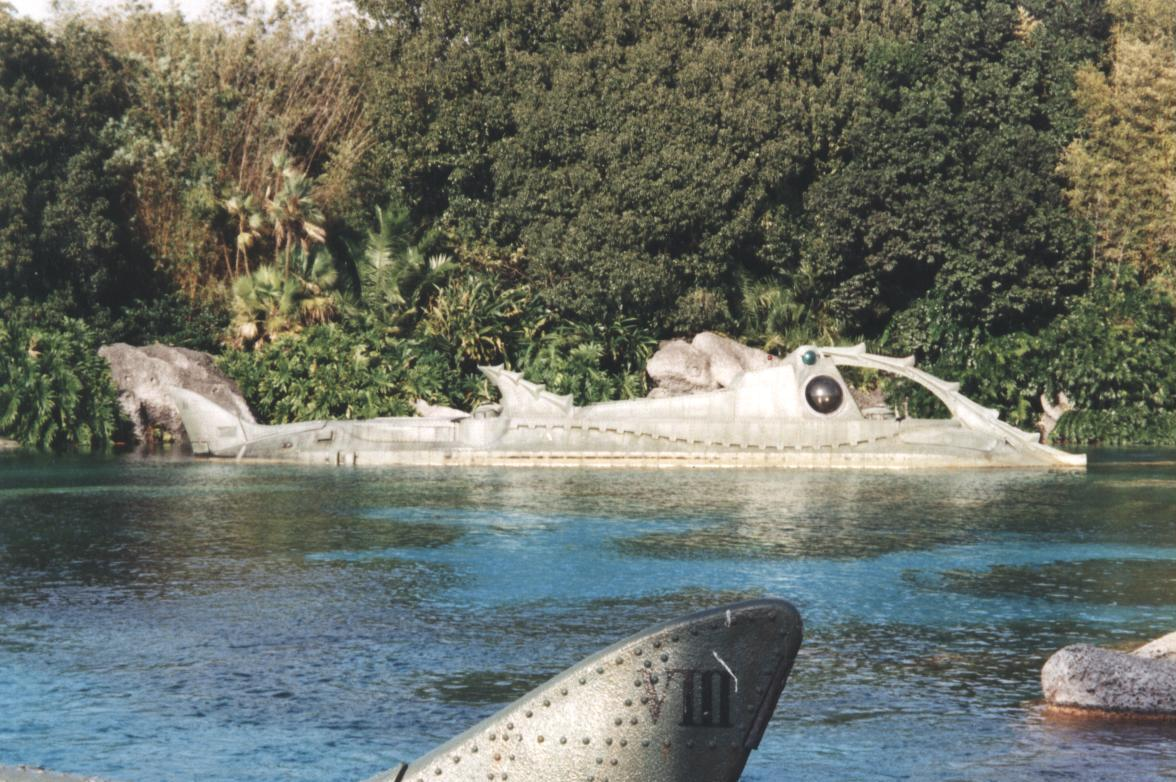
20,000 Leagues Under the Sea au Magic Kingdom
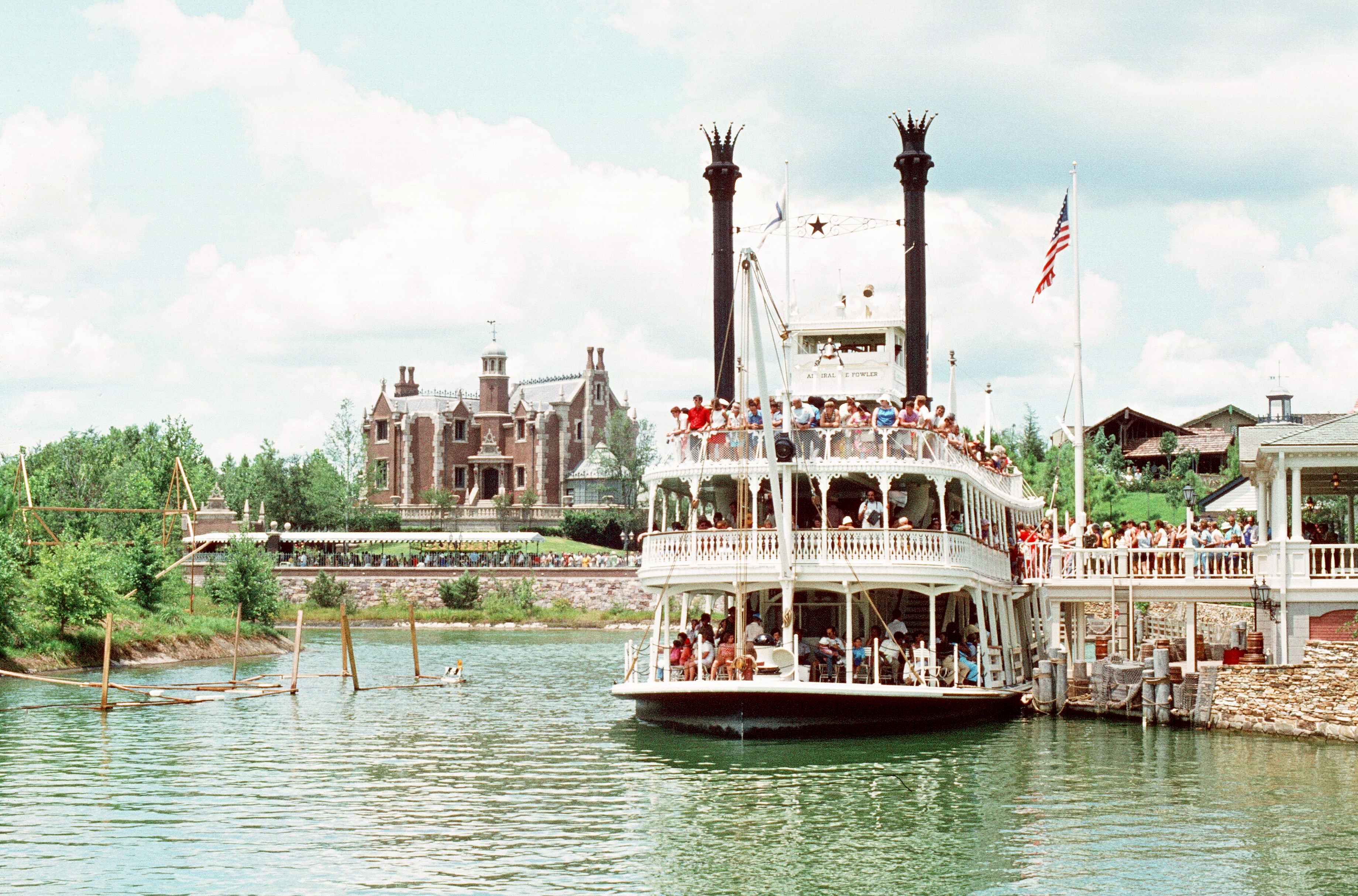
Admiral Joe Fowler Riverboat au Magic Kingdom
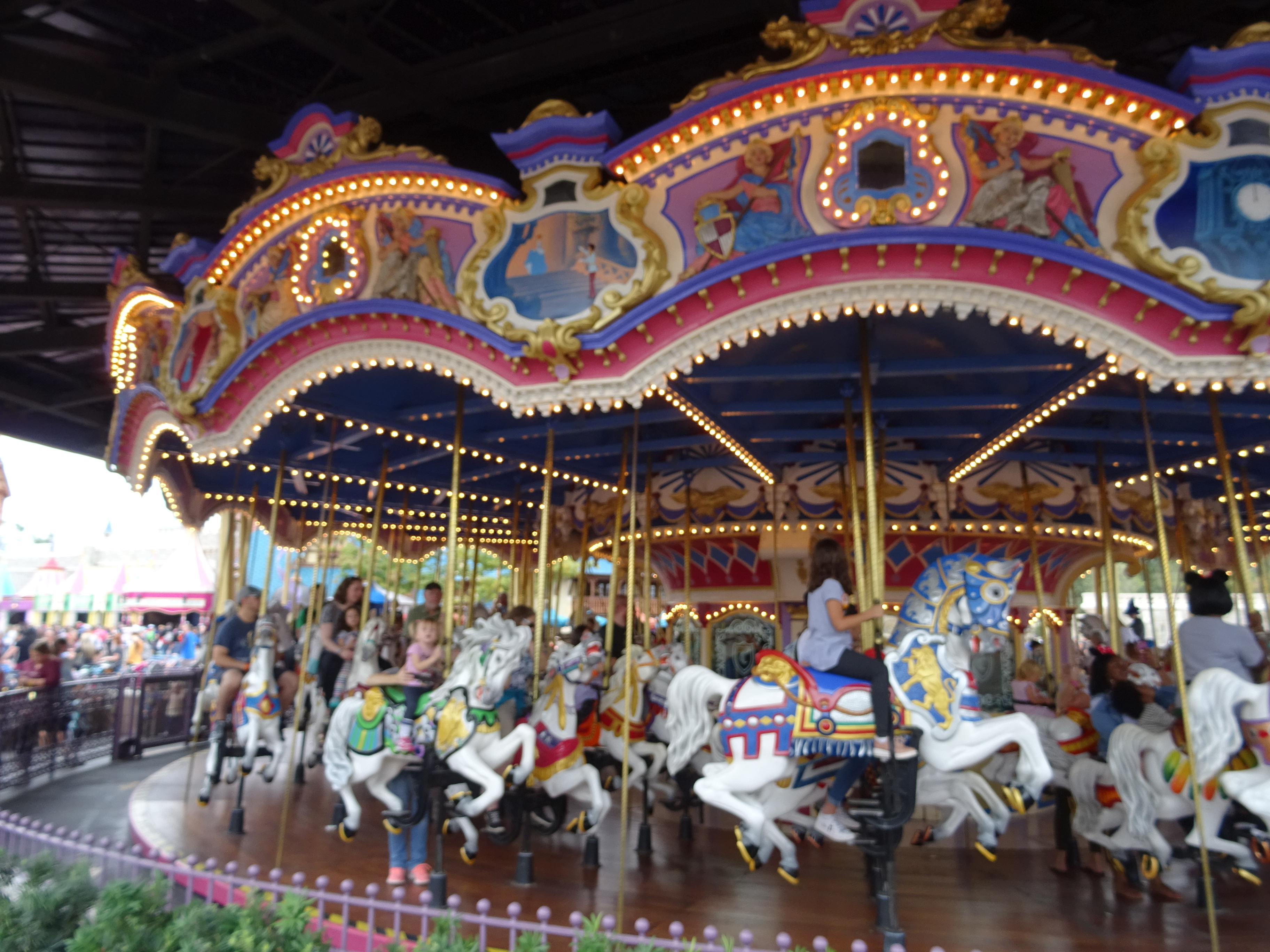
Cinderella's Golden Carousel au  Magic Kingdom
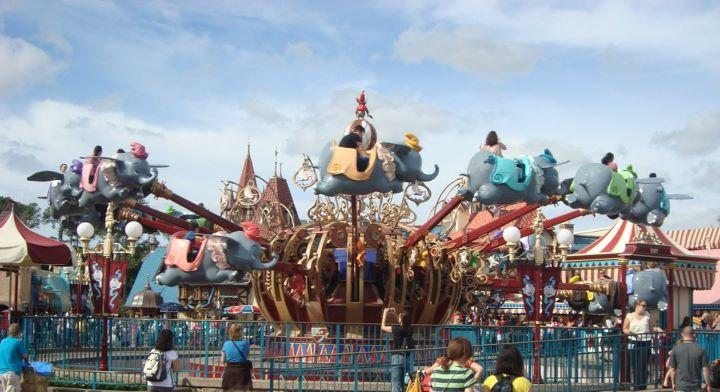
Dumbo the Flying Elephant au Magic Kingdom
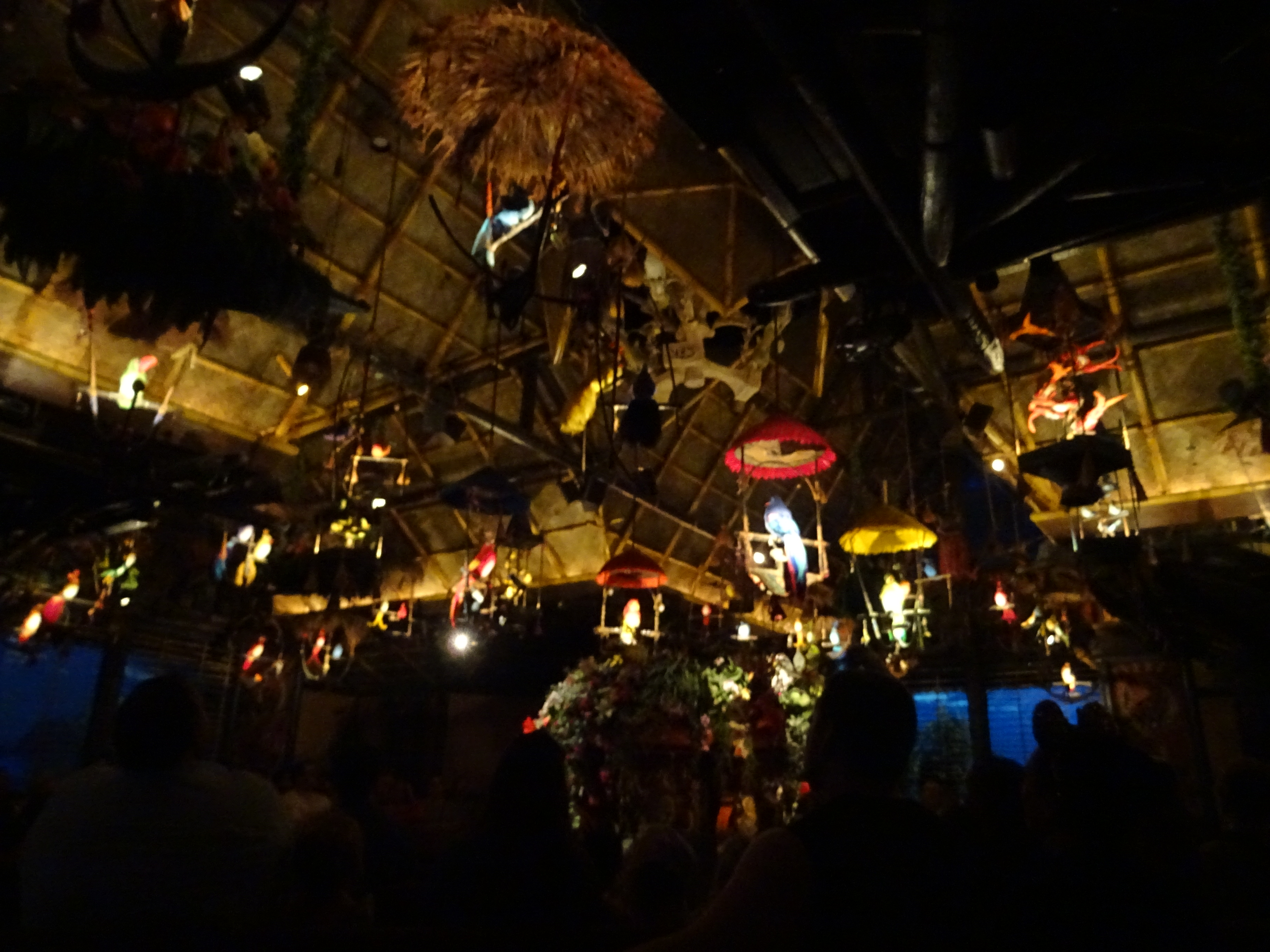
Enchanted Tiki Room au Magic Kingdom
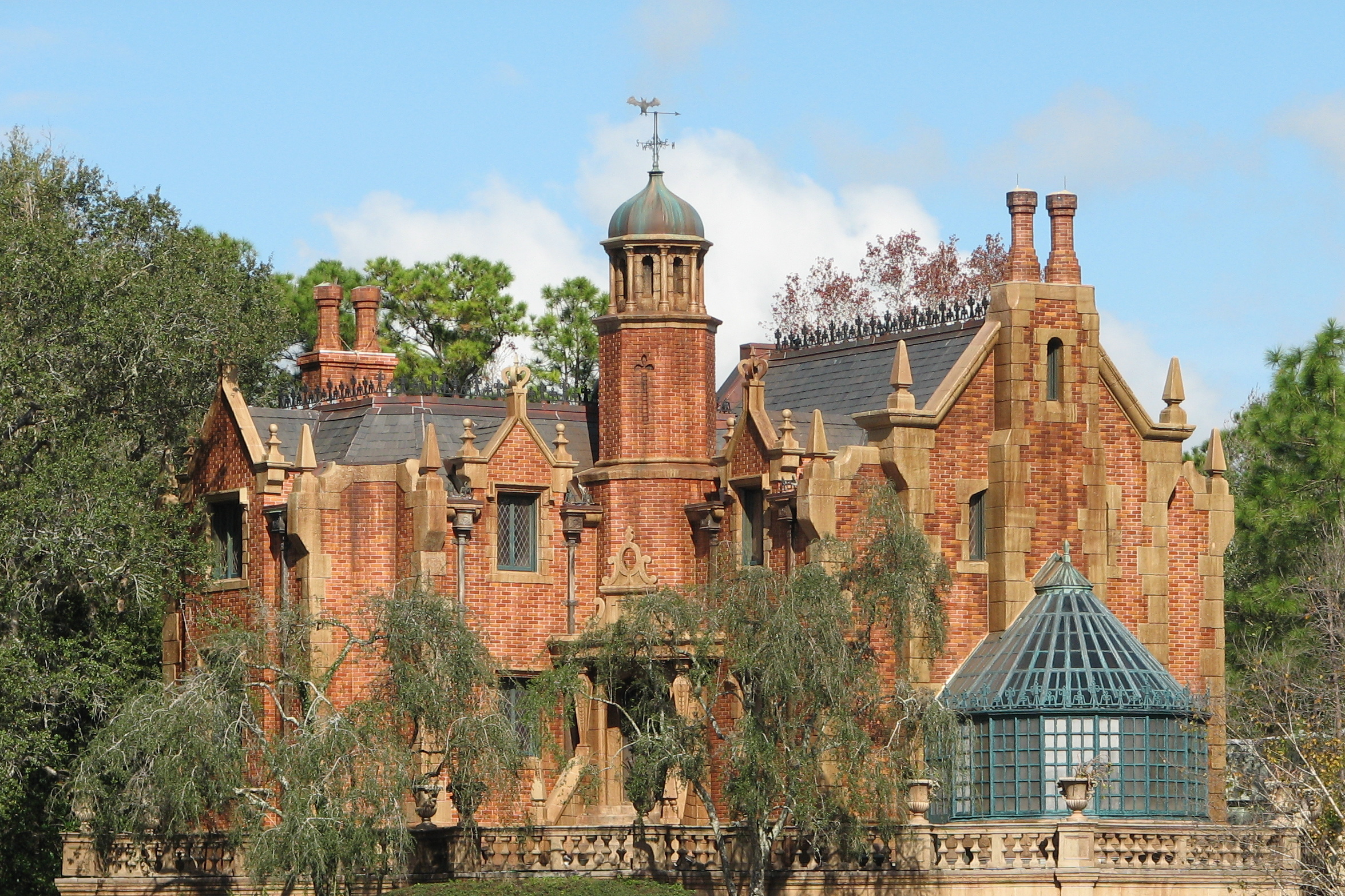
The Haunted Mansion au Magic Kingdom
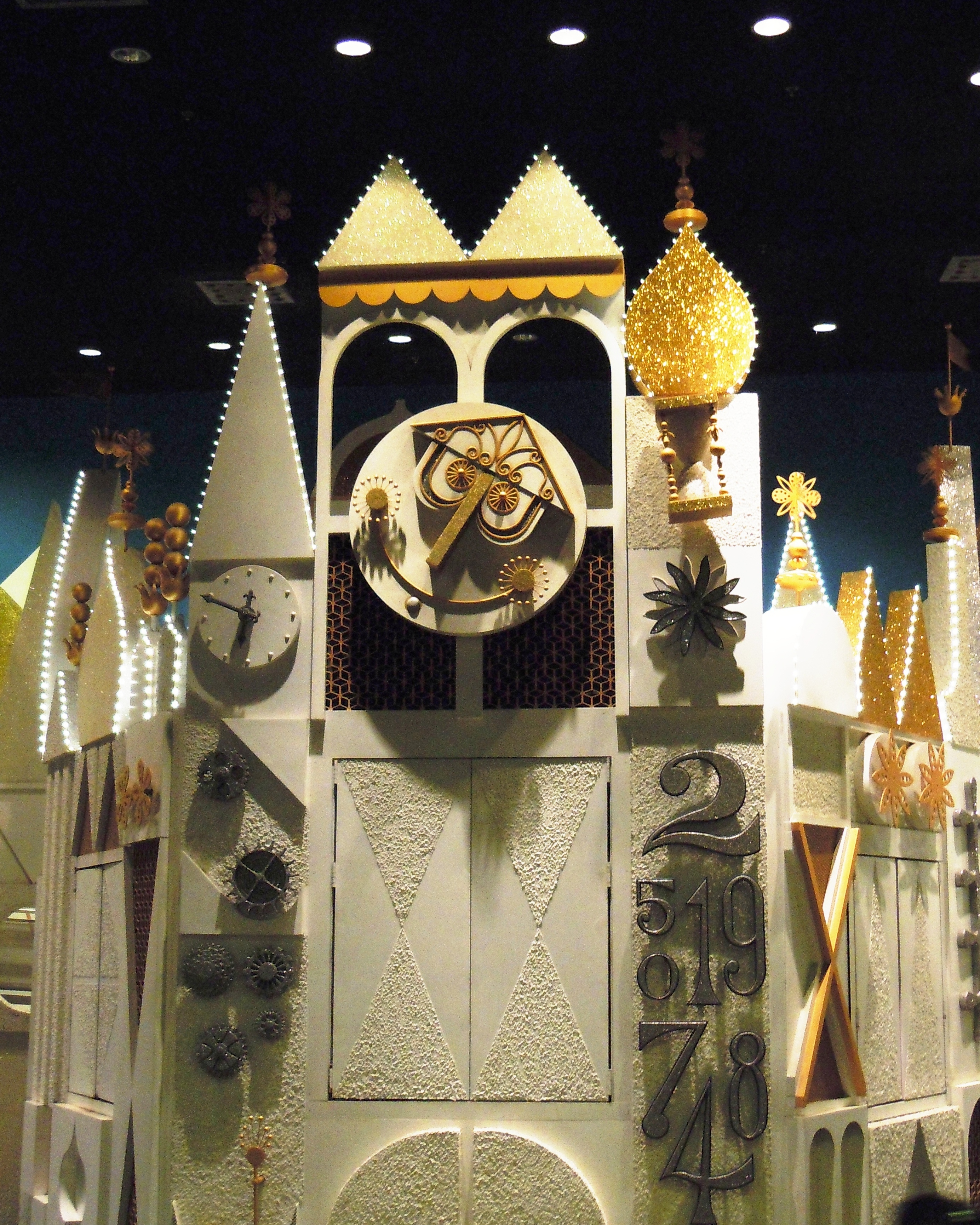
It's a Small World au Magic Kingdom
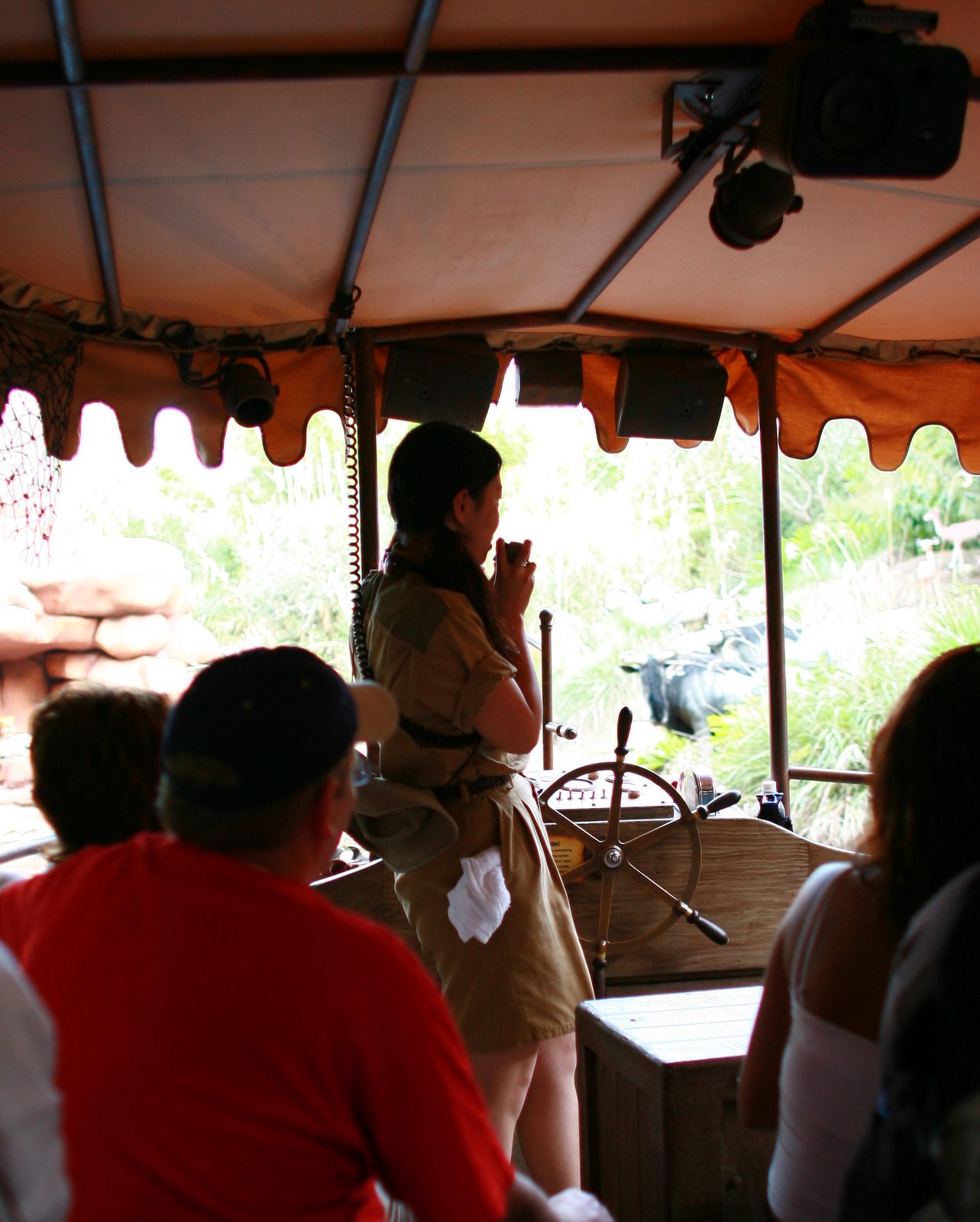
Jungle Cruise au Magic Kingdom
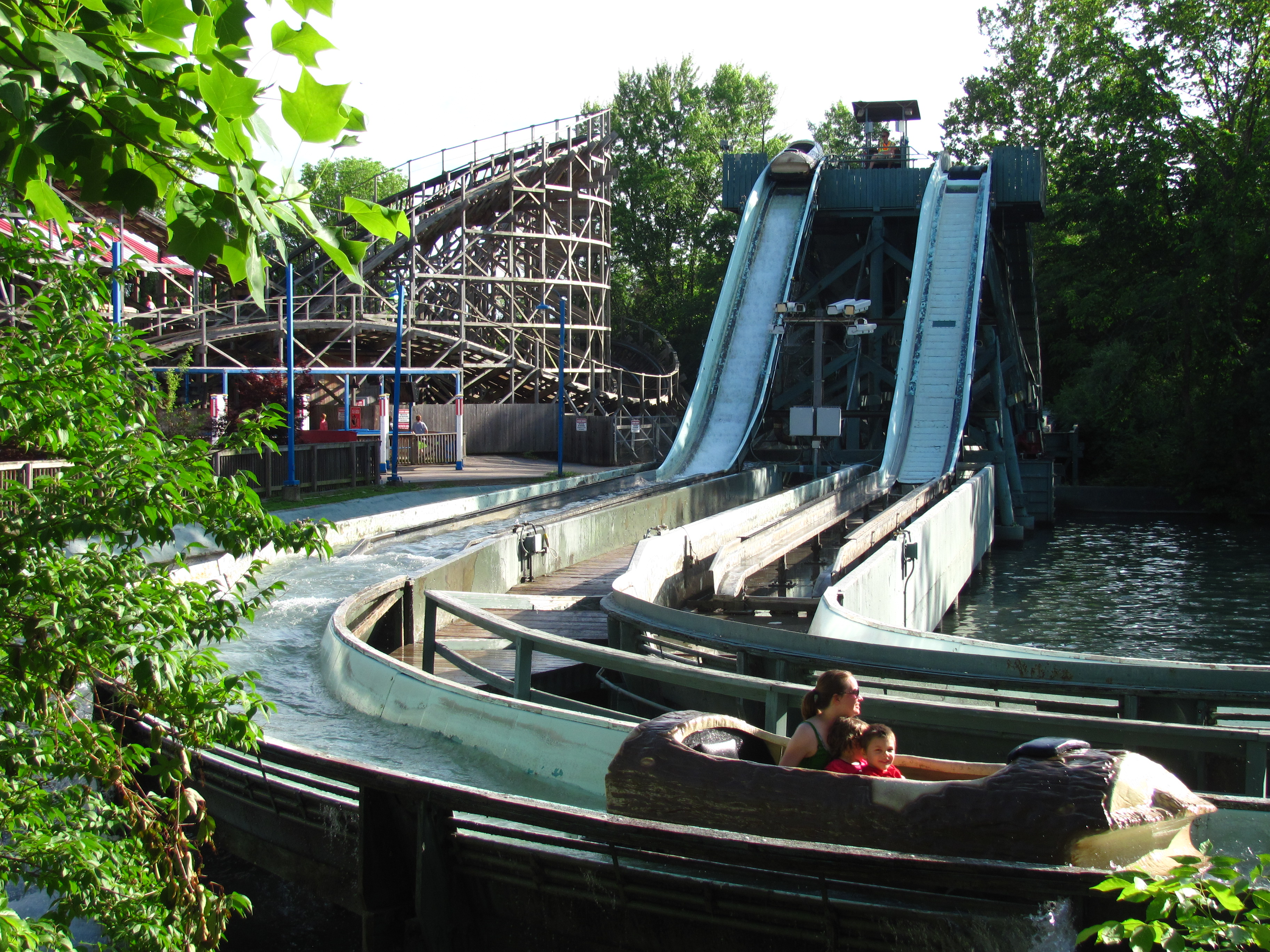
Log Flume à Six Flags Over Mid-America
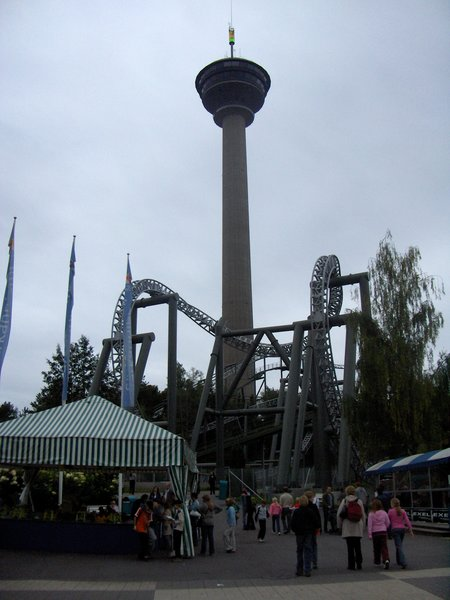
Näsinneula à Särkänniemi
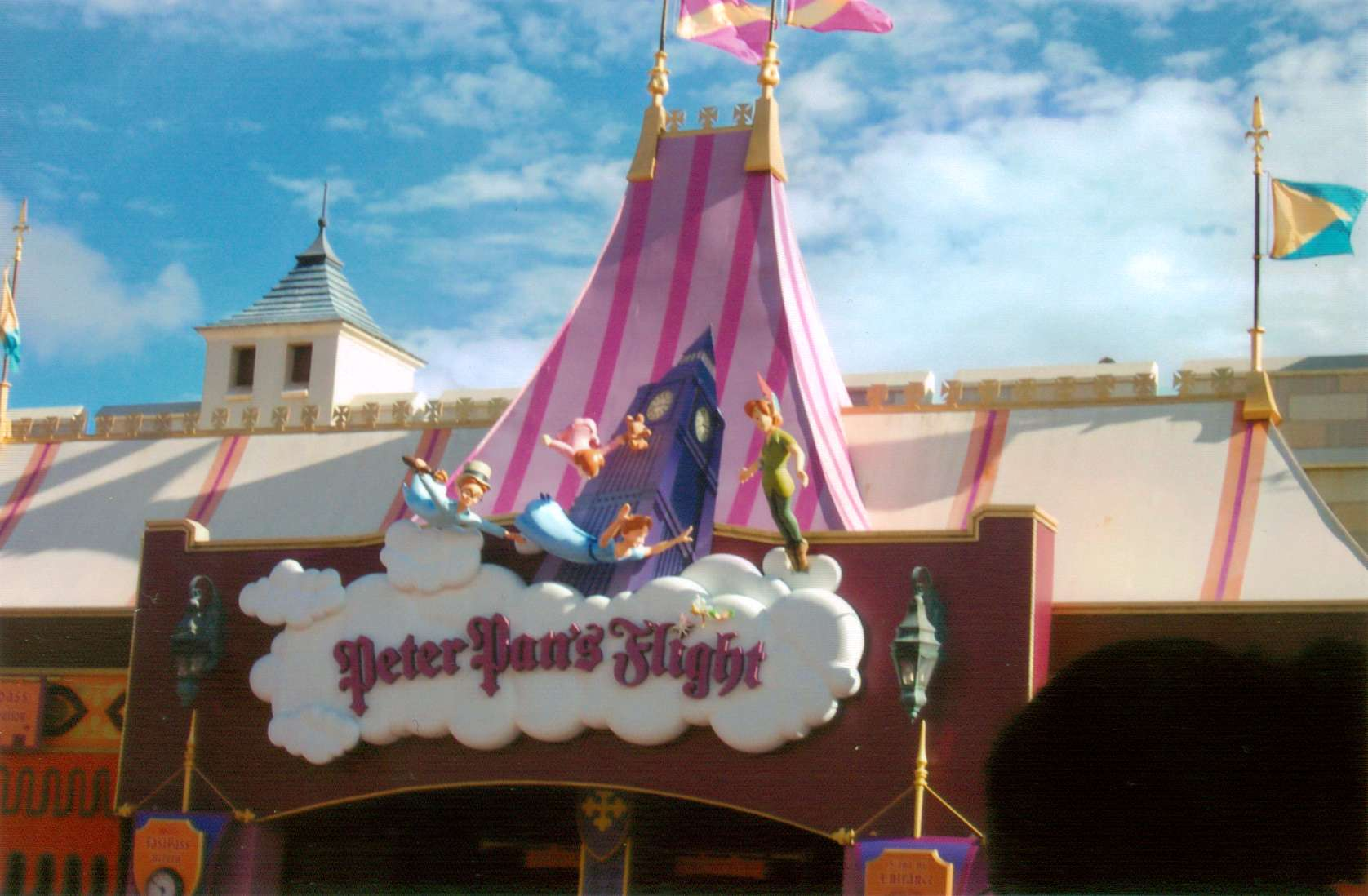
Peter Pan's Flight au Magic Kingdom
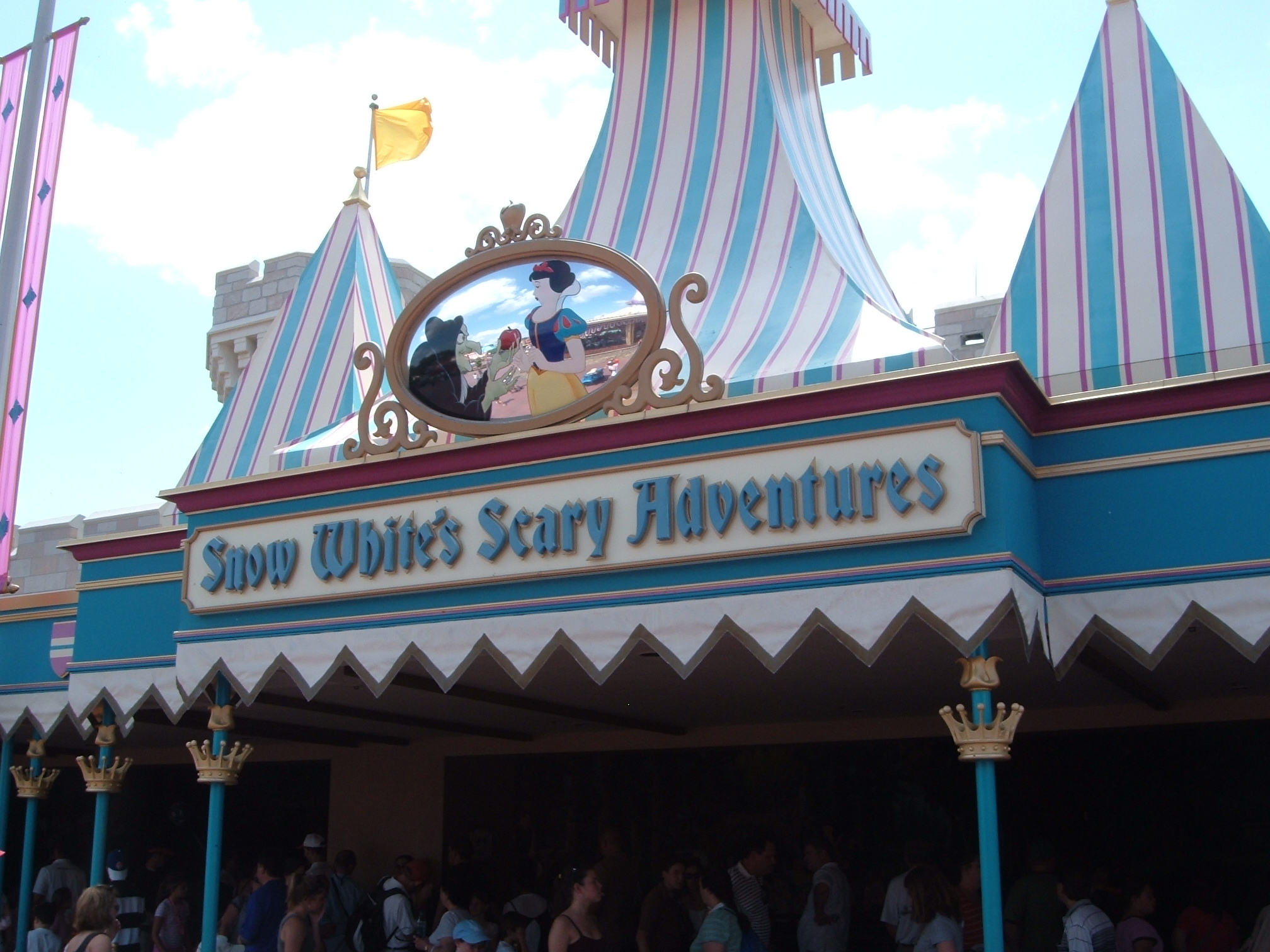
Snow White’s Scary Adventures au Magic Kingdom

## Hôtels
- Disney's Contemporary Resort au Walt Disney World Resort ( États-Unis)
- Disney's Polynesian Resort au Walt Disney World Resort ( États-Unis)
- Disney's Fort Wilderness Resort au Walt Disney World Resort ( États-Unis)